# Distretto di Golaghat
Il distretto di Golaghat è un distretto dello stato dell'Assam in India. Il suo capoluogo è Golaghat.